# Acosmium tomentellum
Acosmium tomentellum là một loài thực vật có hoa trong họ Đậu. Loài này được (Mohlenbr.) Yakovlev miêu tả khoa học đầu tiên.